# Liste der denkmalgeschützten Objekte in Weiden an der March
Die Liste der denkmalgeschützten Objekte in Weiden an der March enthält die 7 denkmalgeschützten, unbeweglichen Objekte der Gemeinde Weiden an der March.

## Denkmäler
| Foto |                 | Denkmal                                                       | Standort                                                                | Beschreibung | Metadaten |
| ---- | --------------- | ------------------------------------------------------------- | ----------------------------------------------------------------------- | --- | --- |
| ja   | Datei hochladen | Kath. Filialkirche hl. Markus HERIS-ID: 10299 Objekt-ID: 6352 | östlich Baumgarten an der March 68 Standort KG: Baumgarten an der March | Die Filialkirche St. Markus ist eine kleine, romanische Chorturmkirche, errichtet in der zweiten Hälfte des 13. Jahrhunderts. Sie ist von einem Friedhof umgeben. Die Außenerscheinung ist durch kräftiges Quadermauerwerk geprägt. Durch eine Barockisierung 1733 wurde sie nur wenig verändert. | BDA-Hist.: Q2801566 Status: § 2a Stand der BDA-Liste: 2025-06-30 Name: Kath. Filialkirche hl. Markus GstNr.: 167/1 Filialkirche Baumgarten an der March |
| ja   | Datei hochladen | Pfarrhof HERIS-ID: 10708 Objekt-ID: 6769                      | Hauptstraße 49 Standort KG: Oberweiden                                  | Der Pfarrhof wurde 1742 östlich der Kirche errichtet. Der zweigeschoßige Bau hat eine schlichte Fassadengliederung. Über dem einfachen Steinportal ist das Melker Stiftswappen angebracht. An den Pfarrhof schließt ein langgestrecktes Wirtschaftsgebäude an. | BDA-Hist.: Q38077054 Status: § 2a Stand der BDA-Liste: 2025-06-30 Name: Pfarrhof GstNr.: 171/1 Pfarrhof (Oberweiden)                                    |
| ja   | Datei hochladen | Kath. Pfarrkirche hl. Leopold HERIS-ID: 10300 Objekt-ID: 6353 | bei Hauptstraße 49 Standort KG: Oberweiden                              | Die im Kern gotische Kirche aus dem 14. Jahrhundert wurde in der ersten Hälfte des 18. Jahrhunderts barockisiert. Sie verfügt über einen Nordturm und war ursprünglich von einem Friedhof umgeben. | BDA-Hist.: Q22693351 Status: § 2a Stand der BDA-Liste: 2025-06-30 Name: Kath. Pfarrkirche hl. Leopold GstNr.: 172 Pfarrkirche Oberweiden                |
| ja   | Datei hochladen | Kriegerdenkmal HERIS-ID: 10709 Objekt-ID: 6770                | bei Hauptstraße 49 Standort KG: Oberweiden                              | An einem Steinblock, auf dem die Figur eines knienden Kämpfers ruht, ist eine Tafel mit den Namen gefallener Soldaten aus beiden Weltkriegen angebracht. | BDA-Hist.: Q38077092 Status: § 2a Stand der BDA-Liste: 2025-06-30 Name: Kriegerdenkmal GstNr.: 172 Kriegerdenkmal (Oberweiden)                          |
| ja   | Datei hochladen | Hügelgrab Kirchberg HERIS-ID: 11373 Objekt-ID: 7459           | Kirchberg Standort KG: Oberweiden                                       | Etwa einen Kilometer südöstlich des Ortes liegen zwei Grabhügel aus der Hallstattzeit. Anmerkung: Archäologische Stätte | BDA-Hist.: Q38098733 Status: Bescheid Stand der BDA-Liste: 2025-06-30 Name: Hügelgrab Kirchberg GstNr.: 928/1, 171/2                                    |
| ja   | Datei hochladen | Kath. Pfarrkirche hl. Pankraz HERIS-ID: 10301 Objekt-ID: 6354 | bei Dorfstraße 14 Standort KG: Zwerndorf                                | Die ehemalige Wehrkirche mit erhaltenem Wehrturm wurde 1858/1859 frühhistoristisch umgebaut. | BDA-Hist.: Q22694737 Status: § 2a Stand der BDA-Liste: 2025-06-30 Name: Kath. Pfarrkirche hl. Pankraz GstNr.: 65 Pfarrkirche Zwerndorf                  |
| ja   | Datei hochladen | Teilbereich der Kuruzzenschanze HERIS-ID: 206288seit 2020     | Standort KG: Zwerndorf                                                  | Die Befestigungsanlage (Erdwall mit Palisaden und kleinen Forts) wurde in den Jahren 1703/04 erbaut und bis zum Ende des 18. Jahrhunderts betrieben. Der Wall sollte die kaiserlichen Truppen der Habsburger im Kampf gegen die Kuruzzen unterstützen – bäuerliche Aufständische aus Ungarn im Gefolge des Aufstandes von Franz II. Rákóczi (1704–1711) – und den Zugang von Ungarn nach Wien sperren. Auf dem Grundstück befindet sich eine Redoute mit quadratischem Grundriss und einer Gesamtseitenlänge von mehr als 30 m. Sie besteht aus dem 4 bis 5 m breiten und 1,5 m tiefen Graben und einem Wall, dessen Oberkante 2,5 bis 3 m höher liegt als die Grabensohle. | BDA-Hist.: Q107877090 Status: Bescheid Stand der BDA-Liste: 2025-06-30 Name: Teilbereich der Kuruzzenschanze GstNr.: 590 Kuruzzenschanze, Austria       |

## Ehemalige Denkmäler
| Foto |                 | Denkmal                           | Standort                | Beschreibung                                                                                | Metadaten                                                                                      |
| ---- | --------------- | --------------------------------- | ----------------------- | ------------------------------------------------------------------------------------------- | ---------------------------------------------------------------------------------------------- |
| ja   | Datei hochladen | Bildstock Objekt-ID: 6771bis 2016 | Standort KG: Oberweiden | Im Osten des Ortes steht ein Tabernakelpfeiler aus der zweiten Hälfte des 18. Jahrhunderts. | BDA-Hist.: Q106685917 Status: § 2a Stand der BDA-Liste: 2016-06-21 Name: Bildstock GstNr.: 992 |